# Raffigurazioni di Maometto

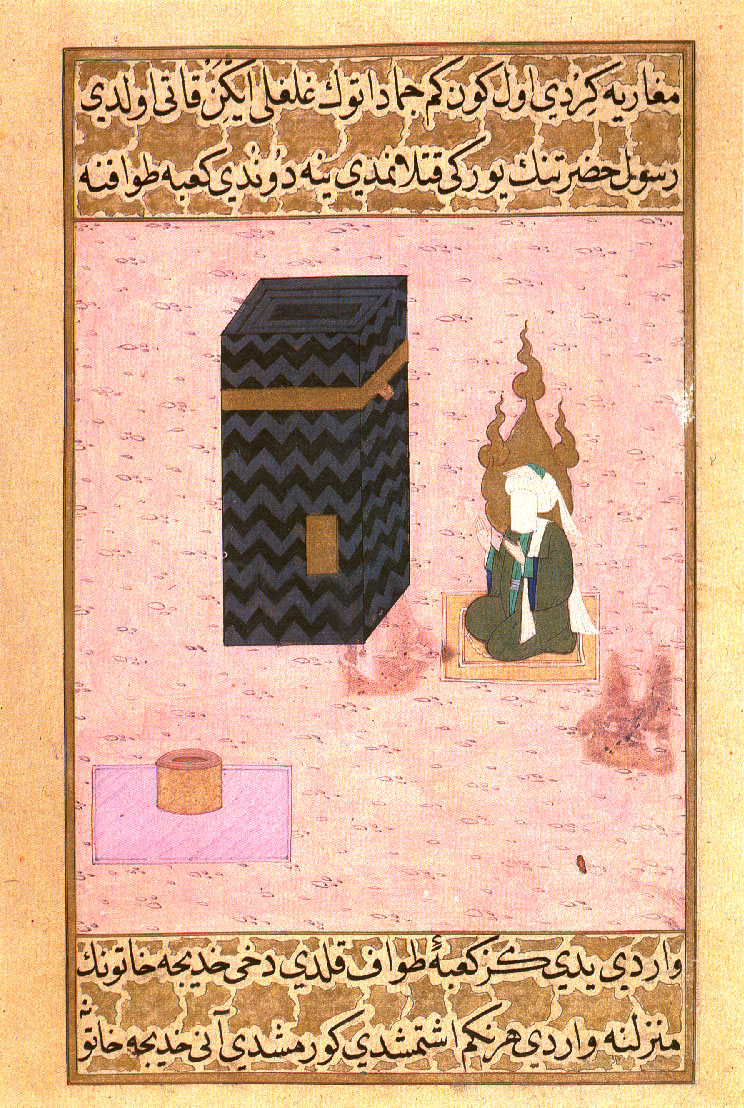
Maometto alla Kaʿba. Miniatura ottomana

Le raffigurazioni di Maometto, fondatore dell'Islam, sono spesso oggetto di controversie e contestazioni. Descrizioni orali e scritte sono facilmente accettate da tutte le tradizioni dell'Islam, ma c'è disaccordo sulle rappresentazioni visive.

## Uso delle immagini
Il Corano non vieta esplicitamente le immagini di Maometto, ma esistono alcuni ʾaḥādīth (tradizioni con valore giurisprudenziale, inferiori al solo Corano) che proibiscono ai musulmani di creare immagini del Profeta in qualsiasi circostanza. Questo porta molti sunniti e sciiti a credere che siano proibite, in senso assoluto, le rappresentazioni di qualsiasi essere vivente, con particolare riferimento a quelle di Maometto.

## Ragione dei divieti
La preoccupazione principale di chi le vieta, è che le immagini possano incoraggiare l'idolatria quando l'immagine stessa diventi più importante di ciò che rappresenta. 

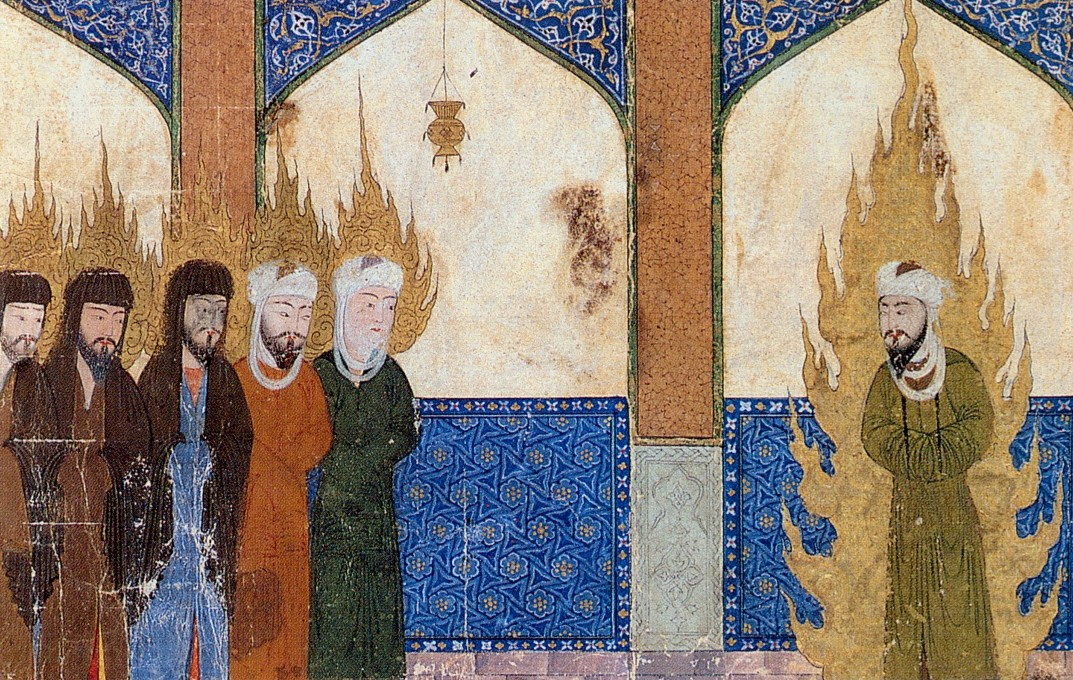
Maometto conduce in preghiera Abramo, Mosè, Gesù e altri. Miniatura persiana

## Immagini tollerate
Altri musulmani propongono, invece, un punto di vista più tollerante. Alcuni, particolarmente gli sciiti fuori dall'Iran, accettano sue rappresentazioni se sono rispettose, e utilizzano abitualmente immagini di Maometto in libri e decorazioni artistiche, come hanno fatto anche i sunniti in diverse epoche nel passato. Ciò non toglie che molti musulmani che si pongono su posizioni strettamente tradizionalistiche siano contrari ad ogni rappresentazione di Maometto, anche da parte di non musulmani.

## Maometto nell'arte
Nell'arte islamica, alcune immagini raffigurano Maometto con il volto velato o attraverso il simbolo di una fiamma, anche se non mancano miniature in cui se ne propone la raffigurazione umana senza lo schermo di velature o simboli.